# Li Jingliang
Li Jingliang, (Tacheng, 20 de março de 1988) é um lutador profissional de artes marciais mistas chinês  que atualmente compete pelo UFC na categoria dos meio-médios.

## Início
Nascido em uma pequena cidade na província de Xinjiang no nordeste da China, Li competiu em wrestling e trinou Sanda antes de se mudar para Beijing para treinar MMA.

## Carreira no MMA

### Ultimate Fighting Championship
Li fez sua estreia no UFC em 24 de maio de 2014 no UFC 173 contra David Michaud. Ele venceu por decisão dividida.
Li enfrentou Nordine Taleb em 4 de outubro de 2014 no UFC Fight Night: MacDonald vs. Saffiedine. Ele perdeu por decisão dividida.
Li enfrentou Dhiego Lima em 16 de maio de 2015 no UFC Fight Night: Edgar vs. Faber. Ele venceu por nocaute no primeiro round.
Li enfrentou Keita Nakamura em 27 de setembro de 2015 no UFC Fight Night 75. Ele perdeu por finalização no terceiro round.
Li enfrentou Anton Zafir em 8 de julho de 2016 no The Ultimate Fighter 23 Finale. Ele venceu por nocaute no primeiro round.
Li enfrentou Bobby Nash em 28 de janeiro de 2018 no UFC on Fox: Shevchenko vs. Peña. Ele venceu por nocaute no segundo round.
Li enfrentou Frank Camacho em 17 de junho de 2017 no UFC Fight Night: Holm vs. Correia. Ele venceu por decisão unânime.
Li enfrentou Zak Ottow em 25 de novembro de 2017 no UFC Fight Night: Bisping vs. Gastelum. Ele venceu por nocaute técnico no primeiro round.
Li enfrentou Jake Matthews em 11 de fevereiro de 2018 no UFC 221. Ele perdeu por decisão unânime.
Li enfrentou Daichi Abe em 23 de junho de 2018 no UFC Fight Night 132. Ele venceu por decisão unânime.
Li enfrentou David Zawada em 24 de novembro de 2018 no UFC Fight Night: Blaydes vs. Ngannou 2. Ele venceu por nocaute técnico no terceiro round.
Ele enfrentou Elizeu Zaleski dos Santos em 31 de agosto de 2019 no UFC Fight Night: Andrade vs. Zhang. Ele venceu por nocaute técnico no terceiro round.
Li enfrentou Neil Magny em 7 de março de 2020 no UFC 248: Adesanya vs. Romero. Ele perdeu por decisão unânime.

## Campeonatos e realizações
- Ultimate Fighting Championship
  - Luta da Noite (Duas vezes) vs. Frank Camacho e Jake Matthews
  - Performance da Noite (Três vezes) vs. Zak Ottow, David Zawada e Elizeu Zaleski dos Santos
- Legend Fighting Championship
  - Campeão Meio-Médio do Legend FC (Uma vez)

## Cartel no MMA
| Cartel no MMA   |             |            |
| 24 lutas        | 18 vitórias | 6 derrotas |
| Por nocaute     | 8           | 0          |
| Por finalização | 5           | 1          |
| Por decisão     | 5           | 5          |

| Res.    | Cartel | Oponente                  | Método                                   | Evento                                                    | Data       | Round | Tempo | Local                | Notas                                      |
| ------- | ------ | ------------------------- | ---------------------------------------- | --------------------------------------------------------- | ---------- | ----- | ----- | -------------------- | ------------------------------------------ |
| Derrota | 19-8   | Daniel Rodriguez          | Decisão (dividida)                       | UFC 279: Diaz vs. Ferguson                                | 10/09/2022 | 3     | 5:00  | Las Vegas, Nevada    | Luta em Peso Casado (180 lbs).             |
| Vitória | 19-7   | Muslim Salikhov           | Nocaute Técnico (socos e cotoveladas)    | UFC on ABC: Ortega vs. Rodríguez                          | 16/07/2022 | 2     | 4:38  | Elmont, Nova Iorque  | Performance da Noite.                      |
| Derrota | 18-7   | Khamzat Chimaev           | Finalização Técnica (mata leão)          | UFC 267: Blachowicz vs. Teixeira                          | 30/10/2021 | 1     | 3:16  | Abu Dhabi            |                                            |
| Vitória | 18-6   | Santiago Ponzinibbio      | Nocaute (soco)                           | UFC on ABC: Holloway vs. Kattar                           | 16/01/2021 | 1     | 4:25  | Abu Dhabi            | Performance da Noite.                      |
| Derrota | 17-6   | Neil Magny                | Decisão (unânime)                        | UFC 248: Adesanya vs. Romero                              | 07/03/2020 | 3     | 5:00  | Las Vegas, Nevada    |                                            |
| Vitória | 17-5   | Elizeu Zaleski dos Santos | Nocaute Técnico (socos)                  | UFC Fight Night: Andrade vs. Zhang                        | 31/08/2019 | 3     | 4:51  | Shenzhen             | Performance da Noite.                      |
| Vitória | 16-5   | David Zawada              | Nocaute Técnico (chute no corpo e socos) | UFC Fight Night: Blaydes vs. Ngannou 2                    | 24/11/2018 | 3     | 4:07  | Beijing              | Performance da Noite.                      |
| Vitória | 15-5   | Daichi Abe                | Decisão (unânime)                        | UFC Fight Night: Cowboy vs. Edwards                       | 23/06/2018 | 3     | 5:00  | Kallang              |                                            |
| Derrota | 14-5   | Jake Matthews             | Decisão (unânime)                        | UFC 221: Romero vs. Rockhold                              | 11/02/2018 | 3     | 5:00  | Perth                | Luta da Noite.                             |
| Vitória | 14-4   | Zak Ottow                 | Nocaute Técnico (socos)                  | UFC Fight Night: Bisping vs. Gastelum                     | 25/11/2017 | 1     | 2:57  | Shanghai             | Performance da Noite.                      |
| Vitória | 13-4   | Frank Camacho             | Decisão (unânime)                        | UFC Fight Night: Holm vs. Correia                         | 17/06/2017 | 3     | 5:00  | Kallang              | Luta da Noite.                             |
| Vitória | 12-4   | Bobby Nash                | Nocaute (socos)                          | UFC on Fox: Shevchenko vs. Peña                           | 28/01/2017 | 2     | 4:45  | Denver, Colorado     |                                            |
| Vitória | 11-4   | Anton Zafir               | Nocaute (socos)                          | The Ultimate Fighter: Team Joanna vs. Team Cláudia Finale | 08/07/2016 | 1     | 2:46  | Las Vegas, Nevada    |                                            |
| Derrota | 10-4   | Keita Nakamura            | Finalização (mata leão em pé)            | UFC Fight Night: Barnett vs. Nelson                       | 27/09/2015 | 3     | 2:17  | Saitama              |                                            |
| Vitória | 10-3   | Dhiego Lima               | Nocaute (socos)                          | UFC Fight Night: Edgar vs. Faber                          | 16/05/2015 | 1     | 1:25  | Pasay                |                                            |
| Derrota | 9-3    | Nordine Taleb             | Decisão (dividida)                       | UFC Fight Night: MacDonald vs. Saffiedine                 | 04/10/2014 | 3     | 5:00  | Halifax, Nova Scotia |                                            |
| Vitória | 9-2    | David Michaud             | Decisão (dividida)                       | UFC 173: Barão vs. Dillashaw                              | 24/05/2014 | 3     | 5:00  | Las Vegas, Nevada    | Estreia no UFC.                            |
| Vitória | 8-2    | Luke Jumeau               | Finalização (guilhotina)                 | Legend FC: Legend Fighting Championship 11                | 27/04/2013 | 3     | 3:38  | Hong Kong            | Ganhou o Cinturão Meio Médio do Legend FC. |
| Vitória | 7-2    | Dan Pauling               | Decisão (unânime)                        | Legend FC: Legend Fighting Championship 9                 | 16/06/2012 | 3     | 5:00  | Hong Kong            |                                            |
| Derrota | 6-2    | Myung Ho Bae              | Decisão (unânime)                        | Legend FC: Legend Fighting Championship 7                 | 11/02/2012 | 3     | 5:00  | Hong Kong            |                                            |
| Vitória | 6-1    | Alex Niu                  | Decisão (unânime)                        | Legend FC: Legend Fighting Championship 5                 | 16/07/2011 | 3     | 5:00  | Hong Kong            |                                            |
| Vitória | 5-1    | Tony Rossini              | Finalização (guilhotina)                 | Legend FC: Legend Fighting Championship 4                 | 27/01/2011 | 2     | 1:11  | Hong Kong            |                                            |
| Vitória | 4-1    | Andrei Liu                | Nocaute Técnico (socos)                  | Legend FC: Legend Fighting Championship 3                 | 24/09/2010 | 1     | 3:43  | Hong Kong            |                                            |
| Derrota | 3-1    | Pat Crawley               | Decisão (unânime)                        | Legend FC: Legend Fighting Championship 2                 | 24/06/2010 | 3     | 5:00  | Hong Kong            |                                            |
| Vitória | 3-0    | Yun Tao Gong              | Finalização (guilhotina)                 | AOW 15: Ueyama vs. Aohailin                               | 28/11/2009 | 1     | 5:29  | Beijing              |                                            |
| Vitória | 2-0    | Liu Jin Wen               | Finalização (guilhotina)                 | UMAC: Ultimate Martial Arts Combat                        | 18/04/2009 | 1     | 3:05  | Beijing              |                                            |
| Vitória | 1-0    | Makhach Gadzhiev          | Finalização (socos)                      | AOW 8: Worlds Collide                                     | 22/09/2007 | 2     | 1:02  | Beijing              | Estreia nos Meio-Médios.                   |